# Khaled Khouri
Ne doit pas être confondu avec Khalid Kouri.
Khaled Khouri est un acteur de théâtre et de cinéma libano-suisse diplômé en 2000 de l'École supérieure d'art dramatique de Genève.
Il tourne notamment en 2002, dans Sexe, beur et confiture un court-métrage de Hicham Alhayat.

## Filmographie
- 2005 : Sartre, l'âge des passions de Claude Goretta
- 2004 : Garçon stupide de Lionel Baier
- 2003 : Love express de Elena Hazanov